# Liste der Nummer-eins-Hits in Australien (2000)
Diese Liste enthält alle Nummer-eins-Hits in Australien im Jahr 2000. Grundlage sind die Top 50 der australischen Charts der ARIA. Es gab in diesem Jahr 21 Nummer-eins-Singles und 20 Nummer-eins-Alben.

## Singles
| ← 1999 ← | Liste der Nummer-eins-Hits in Australien | Liste der Nummer-eins-Hits in Australien | Liste der Nummer-eins-Hits in Australien | 2001 → |
| \| Zeitraum \| Wo. ges. \| Interpret \| Titel Autor(en) \| Zusätzliche Informationen \| \| (Zeitraum, Wochen auf Platz eins, Interpret, Titel, Autor[en], zusätzliche Informationen) \| \| \| \| \| \| ----------------------------------------------------------------------------------------- \| -------- \| --------------- \| ------------------------------------------------------------------------------------------------------------------------------------------------------------------------------ \| -------------------------------------------------------------------------------------------------------------------------------------------------------------------------------- \| \| 14. November 1999 – 8. Januar 2000 8 Wochen \| 8 \| Eiffel 65 \| Blue (Da Ba Dee) Musik: Maurizio Lobina, Gianfranco Randone; Text: Massimo Gabutti, Maurizio Lobina \| – \| \| 9. Januar 2000 – 22. Januar 2000 2 Wochen (insgesamt 3) \| 3 \| Macy Gray \| I Try Natalie Renée Hinds, David L. Wilder, Jinsoo Lim, Jeremy Ruzumna \| – \| \| 23. Januar 2000 – 12. Februar 2000 3 Wochen \| 3 \| Killing Heidi \| Mascara / Leave Me Alone Ella Keighery Hooper, Jesse Keighery Hooper \| – \| \| 13. Februar 2000 – 19. Februar 2000 1 Woche (insgesamt 3) \| 3 \| Macy Gray \| I Try Natalie Hinds, Dave Wilder, Jinsoo Lim, Jeremy Ruzumna \| – \| \| 20. Februar 2000 – 4. März 2000 2 Wochen \| 2 \| Chris Franklin \| Bloke Meredith Brooks, Shelly Peiken, Chris Franklin \| Die Parodie schnitt noch einen Platz besser ab als das Original Bitch von Meredith Brooks. Es war der einzige Charthit von Franklin. \| \| 5. März 2000 – 11. März 2000 1 Woche \| 1 \| Madonna \| American Pie Donald McLean \| – \| \| 12. März 2000 – 15. April 2000 5 Wochen \| 5 \| *NSYNC \| Bye Bye Bye Kristian Carl Marcus Lundin, Jacob Ivar Bertilson Schulze, Andreas Mikael Carlsson \| – \| \| 16. April 2000 – 29. April 2000 2 Wochen \| 2 \| Bardot \| Poison Michael Peter Szumowski, Darryl Leslie Sims \| – \| \| 30. April 2000 – 27. Mai 2000 4 Wochen \| 4 \| Destiny’s Child \| Say My Name Rodney Roy Jerkins, Freddie D. Jerkins III, LaShawn Ameen Daniels, Beyoncé Giselle Knowles, LeToya Nicole Luckett, Kelendria Trene Rowland, LaTavia Marie Roberson \| – \| \| 28. Mai 2000 – 10. Juni 2000 2 Wochen \| 2 \| Britney Spears \| Oops!… I Did It Again Martin Karl Sandberg, Rami Yacoub \| – \| \| 11. Juni 2000 – 24. Juni 2000 2 Wochen \| 2 \| Madison Avenue \| Who the Hell Are You? Andrew Alphonse van Dorsselaer, April-Cheyne M. Coates, Vernon D. Burch, Howard Redman \| – \| \| 25. Juni 2000 – 1. Juli 2000 1 Woche \| 1 \| Kylie Minogue \| Spinning Around Paula J. Abdul, Osborne Gould Bingham Jr., Kara E. DioGuardi, Ira Steven Schickman \| – \| \| 2. Juli 2000 – 22. Juli 2000 3 Wochen \| 3 \| Bomfunk MC’s \| Freestyler Jaakko Sakari Salovaara, Raymond Anthony Ebanks \| – \| \| 23. Juli 2000 – 27. August 2000 6 Wochen \| 6 \| Anastacia \| I’m Outta Love Anastacia Lyn Newkirk, Samuel J. Watters, Louis John Biancaniello \| – \| \| 28. August 2000 – 16. September 2000 2 Wochen (insgesamt 4) \| 4 \| Madonna \| Music Perry L. Kibble, Janice Marie Johnson, Madonna Louise Ciccone, Mirwais Ahmadzai \| – \| \| 17. September 2000 – 23. September 2000 1 Woche (insgesamt 2) \| 2 \| Kylie Minogue \| On a Night Like This Mark Philip Taylor, Brian Rawling, Steve Torch, Graham John Stack \| – \| \| 24. September 2000 – 30. September 2000 1 Woche (insgesamt 4) \| 4 \| Madonna \| Music Perry L. Kibble, Janice Marie Johnson, Madonna Louise Ciccone, Mirwais Ahmadzai \| – \| \| 1. Oktober 2000 – 7. Oktober 2000 1 Woche \| 1 \| Pink \| Most Girls Damon E. Thomas, Kenneth B. Edmonds \| – \| \| 8. Oktober 2000 – 14. Oktober 2000 1 Woche (insgesamt 2) \| 2 \| Kylie Minogue \| On a Night Like This Mark Philip Taylor, Brian Rawling, Steve Torch, Graham John Stack \| – \| \| 15. Oktober 2000 – 21. Oktober 2000 1 Woche \| 1 \| U2 \| Beautiful Day Paul David Hewson, David Evans, Larry Mullen, Adam Clayton \| – \| \| 22. Oktober 2000 – 11. November 2000 3 Wochen \| 3 \| Spiller \| Groovejet (If This Ain’t Love) Ronald Benjamin Walker, Vincent Montana Jr., Cristiano Spiller \| – \| \| 12. November 2000 – 18. November 2000 1 Woche (insgesamt 4) \| 4 \| Wheatus \| Teenage Dirtbag Brendan Bernard Brown \| – \| \| 19. November 2000 – 16. Dezember 2000 4 Wochen \| 4 \| Baha Men \| Who Let the Dogs Out Anslem Douglas \| Anslem Douglas nahm das Lied 1998 auf, die Baha Men machten es zwei Jahre später zum internationalen Hit, aber nur in Australien und Neuseeland wurde es ein Nummer-eins-Erfolg. \| \| 17. Dezember 2000 – 6. Januar 2001 3 Wochen (insgesamt 4) \| 4 \| Wheatus \| Teenage Dirtbag Brendan Bernard Brown \| – \| |                                          |                                          | | |
| ← 1999 |                                          |                                          | | → 2001 → |
| Zeitraum | Wo. ges.                                 | Interpret                                | Titel Autor(en) | Zusätzliche Informationen |
| (Zeitraum, Wochen auf Platz eins, Interpret, Titel, Autor[en], zusätzliche Informationen) |                                          |                                          | | |
| 14. November 1999 – 8. Januar 2000 8 Wochen | 8                                        | Eiffel 65                                | Blue (Da Ba Dee) Musik: Maurizio Lobina, Gianfranco Randone; Text: Massimo Gabutti, Maurizio Lobina                                                                            | – |
| 9. Januar 2000 – 22. Januar 2000 2 Wochen (insgesamt 3) | 3                                        | Macy Gray                                | I Try Natalie Renée Hinds, David L. Wilder, Jinsoo Lim, Jeremy Ruzumna | – |
| 23. Januar 2000 – 12. Februar 2000 3 Wochen | 3                                        | Killing Heidi                            | Mascara / Leave Me Alone Ella Keighery Hooper, Jesse Keighery Hooper | – |
| 13. Februar 2000 – 19. Februar 2000 1 Woche (insgesamt 3) | 3                                        | Macy Gray                                | I Try Natalie Hinds, Dave Wilder, Jinsoo Lim, Jeremy Ruzumna | – |
| 20. Februar 2000 – 4. März 2000 2 Wochen | 2                                        | Chris Franklin                           | Bloke Meredith Brooks, Shelly Peiken, Chris Franklin | Die Parodie schnitt noch einen Platz besser ab als das Original Bitch von Meredith Brooks. Es war der einzige Charthit von Franklin.                                             |
| 5. März 2000 – 11. März 2000 1 Woche | 1                                        | Madonna                                  | American Pie Donald McLean | – |
| 12. März 2000 – 15. April 2000 5 Wochen | 5                                        | *NSYNC                                   | Bye Bye Bye Kristian Carl Marcus Lundin, Jacob Ivar Bertilson Schulze, Andreas Mikael Carlsson                                                                                 | – |
| 16. April 2000 – 29. April 2000 2 Wochen | 2                                        | Bardot                                   | Poison Michael Peter Szumowski, Darryl Leslie Sims | – |
| 30. April 2000 – 27. Mai 2000 4 Wochen | 4                                        | Destiny’s Child                          | Say My Name Rodney Roy Jerkins, Freddie D. Jerkins III, LaShawn Ameen Daniels, Beyoncé Giselle Knowles, LeToya Nicole Luckett, Kelendria Trene Rowland, LaTavia Marie Roberson | – |
| 28. Mai 2000 – 10. Juni 2000 2 Wochen | 2                                        | Britney Spears                           | Oops!… I Did It Again Martin Karl Sandberg, Rami Yacoub | – |
| 11. Juni 2000 – 24. Juni 2000 2 Wochen | 2                                        | Madison Avenue                           | Who the Hell Are You? Andrew Alphonse van Dorsselaer, April-Cheyne M. Coates, Vernon D. Burch, Howard Redman                                                                   | – |
| 25. Juni 2000 – 1. Juli 2000 1 Woche | 1                                        | Kylie Minogue                            | Spinning Around Paula J. Abdul, Osborne Gould Bingham Jr., Kara E. DioGuardi, Ira Steven Schickman                                                                             | – |
| 2. Juli 2000 – 22. Juli 2000 3 Wochen | 3                                        | Bomfunk MC’s                             | Freestyler Jaakko Sakari Salovaara, Raymond Anthony Ebanks | – |
| 23. Juli 2000 – 27. August 2000 6 Wochen | 6                                        | Anastacia                                | I’m Outta Love Anastacia Lyn Newkirk, Samuel J. Watters, Louis John Biancaniello                                                                                               | – |
| 28. August 2000 – 16. September 2000 2 Wochen (insgesamt 4) | 4                                        | Madonna                                  | Music Perry L. Kibble, Janice Marie Johnson, Madonna Louise Ciccone, Mirwais Ahmadzai                                                                                          | – |
| 17. September 2000 – 23. September 2000 1 Woche (insgesamt 2) | 2                                        | Kylie Minogue                            | On a Night Like This Mark Philip Taylor, Brian Rawling, Steve Torch, Graham John Stack                                                                                         | – |
| 24. September 2000 – 30. September 2000 1 Woche (insgesamt 4) | 4                                        | Madonna                                  | Music Perry L. Kibble, Janice Marie Johnson, Madonna Louise Ciccone, Mirwais Ahmadzai                                                                                          | – |
| 1. Oktober 2000 – 7. Oktober 2000 1 Woche | 1                                        | Pink                                     | Most Girls Damon E. Thomas, Kenneth B. Edmonds | – |
| 8. Oktober 2000 – 14. Oktober 2000 1 Woche (insgesamt 2) | 2                                        | Kylie Minogue                            | On a Night Like This Mark Philip Taylor, Brian Rawling, Steve Torch, Graham John Stack                                                                                         | – |
| 15. Oktober 2000 – 21. Oktober 2000 1 Woche | 1                                        | U2                                       | Beautiful Day Paul David Hewson, David Evans, Larry Mullen, Adam Clayton | – |
| 22. Oktober 2000 – 11. November 2000 3 Wochen | 3                                        | Spiller                                  | Groovejet (If This Ain’t Love) Ronald Benjamin Walker, Vincent Montana Jr., Cristiano Spiller                                                                                  | – |
| 12. November 2000 – 18. November 2000 1 Woche (insgesamt 4) | 4                                        | Wheatus                                  | Teenage Dirtbag Brendan Bernard Brown | – |
| 19. November 2000 – 16. Dezember 2000 4 Wochen | 4                                        | Baha Men                                 | Who Let the Dogs Out Anslem Douglas | Anslem Douglas nahm das Lied 1998 auf, die Baha Men machten es zwei Jahre später zum internationalen Hit, aber nur in Australien und Neuseeland wurde es ein Nummer-eins-Erfolg. |
| 17. Dezember 2000 – 6. Januar 2001 3 Wochen (insgesamt 4) | 4                                        | Wheatus                                  | Teenage Dirtbag Brendan Bernard Brown | – |

## Alben
| ← 1999 ← | Liste der Nummer-eins-Hits in Australien | Liste der Nummer-eins-Hits in Australien | Liste der Nummer-eins-Hits in Australien                                   | 2001 →                    |
| \| Zeitraum \| Wo. ges. \| Interpret \| Titel \| Zusätzliche Informationen \| \| (Zeitraum, Wochen auf Platz eins, Interpret, Titel, zusätzliche Informationen) \| \| \| \| \| \| ------------------------------------------------------------------------------ \| -------- \| --------------- \| -------------------------------------------------------------------------- \| ------------------------- \| \| 20. Dezember 1999 – 2. Januar 2000 2 Wochen \| 2 \| Céline Dion \| All the Way... A Decade of Song \| – \| \| 3. Januar 2000 – 27. Februar 2000 8 Wochen \| 8 \| Macy Gray \| Macy Gray on How Life Is \| – \| \| 28. Februar 2000 – 5. März 2000 1 Woche (insgesamt 3) \| 3 \| Moby \| Play \| – \| \| 6. März 2000 – 19. März 2000 2 Wochen \| 2 \| Santana \| Supernatural \| – \| \| 20. März 2000 – 9. April 2000 3 Wochen (insgesamt 6) \| 6 \| Killing Heidi \| Reflector \| – \| \| 10. April 2000 – 16. April 2000 1 Woche \| 1 \| Vanessa Amorosi \| The Power \| – \| \| 17. April 2000 – 7. Mai 2000 3 Wochen (insgesamt 6) \| 6 \| Killing Heidi \| Reflector \| – \| \| 8. Mai 2000 – 14. Mai 2000 1 Woche \| 1 \| Bardot \| Bardot \| – \| \| 15. Mai 2000 – 21. Mai 2000 1 Woche (insgesamt 2) \| 2 \| Savage Garden \| Affirmation \| – \| \| 22. Mai 2000 – 28. Mai 2000 1 Woche \| 1 \| Pearl Jam \| Binaural \| – \| \| 29. Mai 2000 – 4. Juni 2000 1 Woche (insgesamt 5) \| 5 \| Matchbox 20 \| Mad Season \| – \| \| 5. Juni 2000 – 11. Juni 2000 1 Woche \| 1 \| Bon Jovi \| Crush \| – \| \| 12. Juni 2000 – 9. Juli 2000 4 Wochen (insgesamt 5) \| 5 \| Matchbox 20 \| Mad Season \| – \| \| 10. Juli 2000 – 16. Juli 2000 1 Woche (insgesamt 2) \| 2 \| Savage Garden \| Affirmation \| – \| \| 17. Juli 2000 – 23. Juli 2000 1 Woche \| 1 \| The Corrs \| In Blue \| – \| \| 24. Juli 2000 – 30. Juli 2000 1 Woche \| 1 \| 28 Days \| Upstyledown \| – \| \| 31. Juli 2000 – 13. August 2000 2 Wochen (insgesamt 3) \| 3 \| Moby \| Play \| – \| \| 14. August 2000 – 10. September 2000 4 Wochen \| 4 \| John Farnham \| 33⅓ \| – \| \| 11. September 2000 – 24. September 2000 2 Wochen (insgesamt 3) \| 3 \| Powderfinger \| Odyssey Number Five \| – \| \| 25. September 2000 – 15. Oktober 2000 3 Wochen \| 3 \| (Soundtrack) \| The Games of the XXVII. Olympiad, Official Music from the Opening Ceremony \| – \| \| 16. Oktober 2000 – 22. Oktober 2000 1 Woche \| 1 \| Kylie Minogue \| Light Years \| – \| \| 23. Oktober 2000 – 29. Oktober 2000 1 Woche \| 1 \| Limp Bizkit \| Chocolate Starfish and the Hot Dog Flavored Water \| – \| \| 30. Oktober 2000 – 5. November 2000 1 Woche (insgesamt 3) \| 3 \| Powderfinger \| Odyssey Number Five \| – \| \| 6. November 2000 – 19. November 2000 2 Wochen \| 2 \| U2 \| All That You Can’t Leave Behind \| – \| \| 20. November 2000 – 21. Januar 2001 9 Wochen \| 9 \| The Beatles \| 1 \| – \| |                                          |                                          |                                                                            |                           |
| ← 1999 |                                          |                                          |                                                                            | → 2001 →                  |
| Zeitraum | Wo. ges.                                 | Interpret                                | Titel                                                                      | Zusätzliche Informationen |
| (Zeitraum, Wochen auf Platz eins, Interpret, Titel, zusätzliche Informationen) |                                          |                                          |                                                                            |                           |
| 20. Dezember 1999 – 2. Januar 2000 2 Wochen | 2                                        | Céline Dion                              | All the Way... A Decade of Song                                            | –                         |
| 3. Januar 2000 – 27. Februar 2000 8 Wochen | 8                                        | Macy Gray                                | Macy Gray on How Life Is                                                   | –                         |
| 28. Februar 2000 – 5. März 2000 1 Woche (insgesamt 3) | 3                                        | Moby                                     | Play                                                                       | –                         |
| 6. März 2000 – 19. März 2000 2 Wochen | 2                                        | Santana                                  | Supernatural                                                               | –                         |
| 20. März 2000 – 9. April 2000 3 Wochen (insgesamt 6) | 6                                        | Killing Heidi                            | Reflector                                                                  | –                         |
| 10. April 2000 – 16. April 2000 1 Woche | 1                                        | Vanessa Amorosi                          | The Power                                                                  | –                         |
| 17. April 2000 – 7. Mai 2000 3 Wochen (insgesamt 6) | 6                                        | Killing Heidi                            | Reflector                                                                  | –                         |
| 8. Mai 2000 – 14. Mai 2000 1 Woche | 1                                        | Bardot                                   | Bardot                                                                     | –                         |
| 15. Mai 2000 – 21. Mai 2000 1 Woche (insgesamt 2) | 2                                        | Savage Garden                            | Affirmation                                                                | –                         |
| 22. Mai 2000 – 28. Mai 2000 1 Woche | 1                                        | Pearl Jam                                | Binaural                                                                   | –                         |
| 29. Mai 2000 – 4. Juni 2000 1 Woche (insgesamt 5) | 5                                        | Matchbox 20                              | Mad Season                                                                 | –                         |
| 5. Juni 2000 – 11. Juni 2000 1 Woche | 1                                        | Bon Jovi                                 | Crush                                                                      | –                         |
| 12. Juni 2000 – 9. Juli 2000 4 Wochen (insgesamt 5) | 5                                        | Matchbox 20                              | Mad Season                                                                 | –                         |
| 10. Juli 2000 – 16. Juli 2000 1 Woche (insgesamt 2) | 2                                        | Savage Garden                            | Affirmation                                                                | –                         |
| 17. Juli 2000 – 23. Juli 2000 1 Woche | 1                                        | The Corrs                                | In Blue                                                                    | –                         |
| 24. Juli 2000 – 30. Juli 2000 1 Woche | 1                                        | 28 Days                                  | Upstyledown                                                                | –                         |
| 31. Juli 2000 – 13. August 2000 2 Wochen (insgesamt 3) | 3                                        | Moby                                     | Play                                                                       | –                         |
| 14. August 2000 – 10. September 2000 4 Wochen | 4                                        | John Farnham                             | 33⅓                                                                        | –                         |
| 11. September 2000 – 24. September 2000 2 Wochen (insgesamt 3) | 3                                        | Powderfinger                             | Odyssey Number Five                                                        | –                         |
| 25. September 2000 – 15. Oktober 2000 3 Wochen | 3                                        | (Soundtrack)                             | The Games of the XXVII. Olympiad, Official Music from the Opening Ceremony | –                         |
| 16. Oktober 2000 – 22. Oktober 2000 1 Woche | 1                                        | Kylie Minogue                            | Light Years                                                                | –                         |
| 23. Oktober 2000 – 29. Oktober 2000 1 Woche | 1                                        | Limp Bizkit                              | Chocolate Starfish and the Hot Dog Flavored Water                          | –                         |
| 30. Oktober 2000 – 5. November 2000 1 Woche (insgesamt 3) | 3                                        | Powderfinger                             | Odyssey Number Five                                                        | –                         |
| 6. November 2000 – 19. November 2000 2 Wochen | 2                                        | U2                                       | All That You Can’t Leave Behind                                            | –                         |
| 20. November 2000 – 21. Januar 2001 9 Wochen | 9                                        | The Beatles                              | 1                                                                          | –                         |

## Jahreshitparaden
| ← 1999 ← | Liste der Nummer-eins-Hits in Australien | Liste der Nummer-eins-Hits in Australien | Liste der Nummer-eins-Hits in Australien | 2001 →   |
| \| Singles \| Position# \| Alben \| \| ---------------------------------------------------------------------------------------------------------------------------------------------------------------------------------------------- \| --------- \| ------------------------------------- \| \| I’m Outta Love Anastacia Anastacia Lyn Newkirk, Samuel J. Watters, Louis John Biancaniello \| 1 \| 1 The Beatles \| \| Teenage Dirtbag Wheatus Brendan Bernard Brown \| 2 \| Odyssey Number Five Powderfinger \| \| Freestyler Bomfunk MC’s Jaakko Sakari Salovaara, Raymond Anthony Ebanks \| 3 \| Affirmation Savage Garden \| \| Music Madonna Perry L. Kibble, Janice Marie Johnson, Madonna Louise Ciccone, Mirwais Ahmadzai \| 4 \| The Power Vanessa Amorosi \| \| Say My Name Destiny’s Child Rodney Roy Jerkins, Freddie D. Jerkins III, LaShawn Ameen Daniels, Beyoncé Giselle Knowles, LeToya Nicole Luckett, Kelendria Trene Rowland, LaTavia Marie Roberson \| 5 \| Reflector Killing Heidi \| \| Poison Bardot Michael Peter Szumowski, Darryl Leslie Sims \| 6 \| Californication Red Hot Chili Peppers \| \| Bye Bye Bye *NSYNC Kristian Carl Marcus Lundin, Jacob Ivar Bertilson Schulze, Andreas Mikael Carlsson \| 7 \| Macy Gray on How Life Is Macy Gray \| \| Who the Hell Are You? Madison Avenue Andrew Alphonse van Dorsselaer, April-Cheyne M. Coates, Vernon D. Burch, Howard Redman \| 8 \| All That You Can’t Leave Behind U2 \| \| Groovejet (If This Ain’t Love) Spiller Ronald Benjamin Walker, Vincent Montana Jr., Cristiano Spiller \| 9 \| Not That Kind Anastacia \| \| Shackles (Praise You) Mary Mary Musik: Warryn S. Campbell II; Text: Erica Monique Atkins, Trecina Evette Atkins \| 10 \| Play Moby \| |                                          |                                          |                                          |          |
| ← 1999 |                                          |                                          |                                          | → 2001 → |
| Singles | Position#                                | Alben                                    |                                          |          |
| I’m Outta Love Anastacia Anastacia Lyn Newkirk, Samuel J. Watters, Louis John Biancaniello | 1                                        | 1 The Beatles                            |                                          |          |
| Teenage Dirtbag Wheatus Brendan Bernard Brown | 2                                        | Odyssey Number Five Powderfinger         |                                          |          |
| Freestyler Bomfunk MC’s Jaakko Sakari Salovaara, Raymond Anthony Ebanks | 3                                        | Affirmation Savage Garden                |                                          |          |
| Music Madonna Perry L. Kibble, Janice Marie Johnson, Madonna Louise Ciccone, Mirwais Ahmadzai | 4                                        | The Power Vanessa Amorosi                |                                          |          |
| Say My Name Destiny’s Child Rodney Roy Jerkins, Freddie D. Jerkins III, LaShawn Ameen Daniels, Beyoncé Giselle Knowles, LeToya Nicole Luckett, Kelendria Trene Rowland, LaTavia Marie Roberson | 5                                        | Reflector Killing Heidi                  |                                          |          |
| Poison Bardot Michael Peter Szumowski, Darryl Leslie Sims | 6                                        | Californication Red Hot Chili Peppers    |                                          |          |
| Bye Bye Bye *NSYNC Kristian Carl Marcus Lundin, Jacob Ivar Bertilson Schulze, Andreas Mikael Carlsson | 7                                        | Macy Gray on How Life Is Macy Gray       |                                          |          |
| Who the Hell Are You? Madison Avenue Andrew Alphonse van Dorsselaer, April-Cheyne M. Coates, Vernon D. Burch, Howard Redman | 8                                        | All That You Can’t Leave Behind U2       |                                          |          |
| Groovejet (If This Ain’t Love) Spiller Ronald Benjamin Walker, Vincent Montana Jr., Cristiano Spiller | 9                                        | Not That Kind Anastacia                  |                                          |          |
| Shackles (Praise You) Mary Mary Musik: Warryn S. Campbell II; Text: Erica Monique Atkins, Trecina Evette Atkins | 10                                       | Play Moby                                |                                          |          |